# Sierra Maestra (film)
Sierra Maestra è un film del 1969 diretto da Ansano Giannarelli.